# Малахово (Вязниковский район)
Малахово — упразднённая деревня в Вязниковском районе Владимирской области России.

## География
Урочище находится в северо-восточной части области, в зоне хвойно-широколиственных лесов, в пределах Волжско-Окского междуречья, к западу от автодороги 17Н-160, на расстоянии 20 километров (по прямой) к юго-западу от города Вязники, административного центра района.

### Климат
Климат характеризуется как умеренно континентальный. Средняя температура воздуха самого холодного месяца (января) — −11,1 °C (абсолютный минимум — −48 °С), средняя максимальная температура воздуха (июля) — +23,3 °С (абсолютный максимум — +37 °С). Годовое количество атмосферных осадков составляет около 607 мм, из которых 413 мм выпадает в период с апреля по октябрь.

## История
В «Списке населенных мест Владимирской губернии по сведениям 1859 года» населённый пункт упомянут как удельная деревня Судогодского уезда, расположенная при колодцах, в 69 верстах от уездного города. В деревне насчитывалось 7 дворов и проживало 38 человек (15 мужчин и 23 женщины).
По состоянию на 1905 год, в Малохове имелось 14 дворов и проживал 121 человек. В административном отношении деревня входила в состав Воскресенской волости.
По данным 1926 года, в деревне имелось 12 крестьянских хозяйств и проживало 109 человека (32 мужчины и 32 женщины). Являлась частью Шатневского сельсовета.
Упразднена решением облисполкома № 151 от 14 февраля 1966 года как фактически не существующая.